# Monte Carmelo (Minas Gerais)
Monte Carmelo est une municipalité brésilienne de l'État du Minas Gerais et la microrégion de Patrocínio.